# VIII округ (Будимпешта)
VIII округ (мађ. VIII. kerület) или Јожефварош (мађ. Józsefváros) је један од 23 округа Будимпеште.